# Giorgi Merebaszwili
Giorgi Merebaszwili (gruz. გიორგი მერებაშვილი, ur. 15 sierpnia 1986 w Tbilisi) – gruziński piłkarz, występujący na pozycji pomocnika w polskim klubie Spójnia Landek. W latach 2008–2019 reprezentant Gruzji.

## Kariera
Jest wychowankiem Dinama Tbilisi. W barwach pierwszej drużyny występował w latach 2005–2010. W 2008 roku zadebiutował w reprezentacji Gruzji. W 2010 roku został zawodnikiem FK Vojvodina. W Super liga Srbije zadebiutował 27 lutego 2010 w meczu z FK Hajduk Kula (3:2). Pierwszego gola zdobył w spotkaniu z FK Čukarički Stankom (4:0), które odbyło się 14 marca 2010.
8 czerwca 2022 roku podpisał roczny kontrakt z opcją przedłużenia o kolejne 12 miesięcy z pierwszoligową Sandecją Nowy Sącz. 30 listopada 2022 rozwiązał kontrakt z klubem za porozumieniem stron.